# Erste Private Fachoberschule Schweinfurt
Erste Private Fachoberschule Schweinfurt (EPFoS) war eine 2011 gegründete Fachoberschule in Schweinfurt, die zusammen mit der Ersten privaten Realschule Schweinfurt und der Privaten Wirtschaftsschule Müller in privater Trägerschaft der Privaten Schulen Schwarz zusammengefasst war. Nach zwei Jahren stellte sie ihren Betrieb ein. Die Schule betonte eine familiären Atmosphäre mit kleinen Klassen unter dem Motto „Lernen – frei von Angst und Überforderung“.

## Erster Jahrgang
Die erste Abschlussklasse der zweijährigen Fachoberschule an der EPFoS schrieb 2013 die zentral gestellte bayerische Prüfung zum Fachabitur. Von den 27 Schülerinnen und Schülern bestand niemand die schriftliche Prüfung. In den Kernfächern Mathematik und Wirtschaft hatte der Jahrgang eine Durchschnittsnote von weniger als einem Punkt erreicht.
Laut einigen Schülern seien die Lehrer in der Stoffvermittlung wie auch in der Benotung überfordert gewesen. Ein Sprecher des bayerischen Kultusministeriums sagte: „Es wäre höchst unwahrscheinlich, dass 27 Schüler aus eigenem Verschulden die Prüfungen nicht bestehen.“ Als Konsequenz aus dem Debakel stellt die Schule zum Schuljahr 2013/2014 ihren Lehrbetrieb ein.